# Championnats du monde de cyclisme sur piste 1925
Navigation
Paris 1924 Milan/Turin 1926
Les Championnats du monde de cyclisme sur piste 1925 ont eu lieu du 16 au 23 août au Stade olympique à Amsterdam, aux Pays-Bas,,,

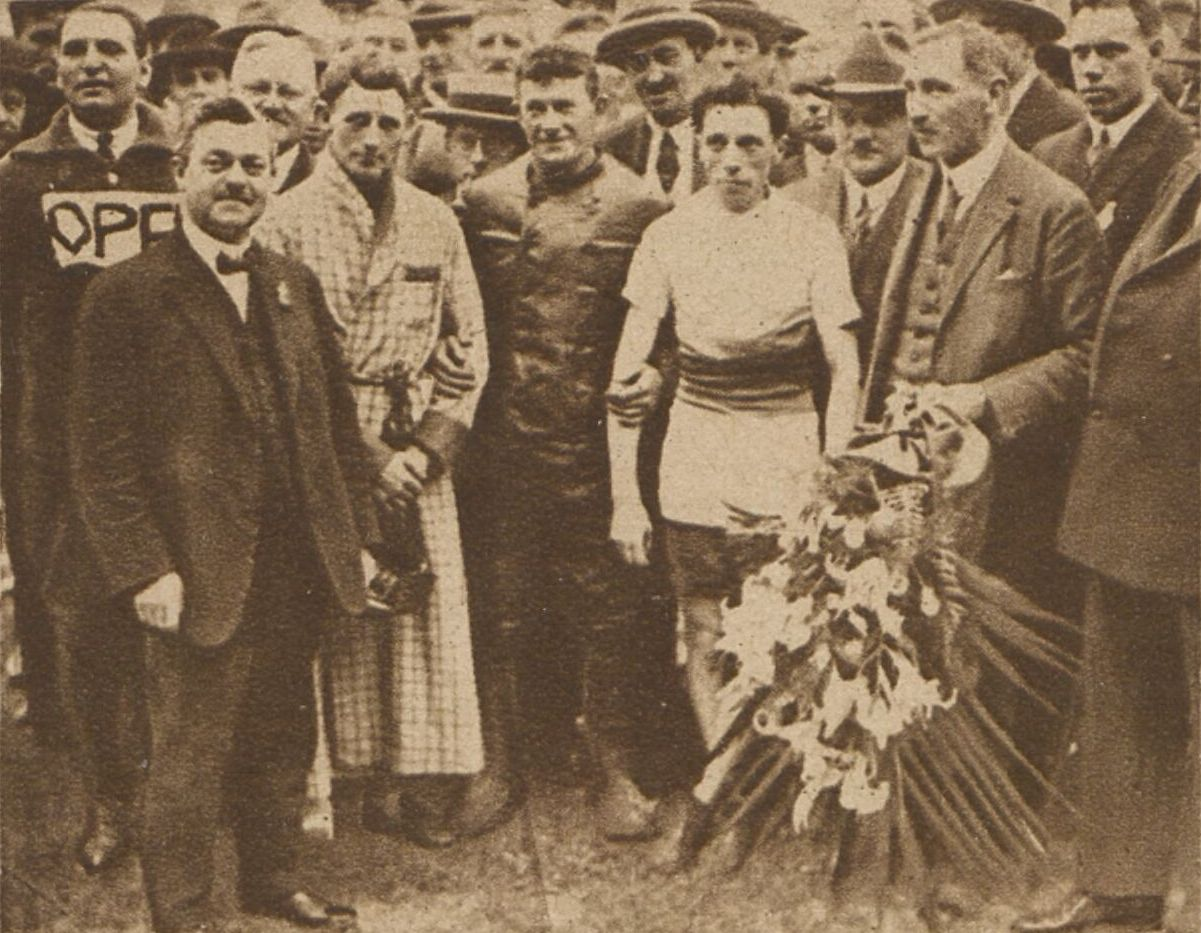
(de g. à dr.) Jan Snoek, Léon Didier, Robert Grassin

## Résultats

### Podiums professionnels
| Compétition | Or                      | Argent                  | Bronze                |
| ----------- | ----------------------- | ----------------------- | --------------------- |
| Vitesse     | Ernest Kauffmann Suisse | Maurice Schilles France | Lucien Michard France |
| Demi-fond   | Robert Grassin France   | Jan Snoek Pays-Bas      | Georges Sérès France  |

### Podiums amateurs
| Compétition | Or                   | Argent                    | Bronze                   |
| ----------- | -------------------- | ------------------------- | ------------------------ |
| Vitesse     | Jaap Meijer Pays-Bas | Antoine Mazairac Pays-Bas | Bernardus Leene Pays-Bas |

## Tableau des médailles
| Rang | Nation   | Or | Argent | Bronze | Total |
| ---- | -------- | -- | ------ | ------ | ----- |
| 1    | Pays-Bas | 1  | 2      | 1      | 4     |
| 2    | France   | 1  | 1      | 2      | 4     |
| 3    | Suisse   | 1  | 0      | 0      | 1     |